# Деньги с городом
Деньги с городом (иногда деньги городовые) — в Русском государстве XVI и XVII веков денежное жалованье, дававшееся городовым дворянам и детям боярским, составлявшим иррегулярную поместную дворянскую конницу.

## Подробнее
Деньги с городом — не было ежегодным жалованьем; оно платилось только «за службы и посылки» и всякий раз по особому челобитью получателей (по десятням денежной раздачи известен только один случай дачи денег с городом без челобитья получателей, в самом документе отмеченный экстраординарным — именно новгородцам Бежецкой пятины 25 апреля 1657 г.). Его давали «в пятый год и больши», «в третей год», а иногда оно по условиям времени невольно становилось ежегодным или давалось «до срока».

### Сроки выдачи
Определённых сроков в XVII веке для выдачи денег с городом не существовало; намёки на существование «срока» относятся лишь к XVI и самому началу XVII века, но и тогда он нарушался.

### Сумма
В XVII веке исчезает существовавшее в XVI веке деление денег с городом на:
- «первые» (от 4 до 9 рублей),
- «другие» (от 6 до 12 руб.),
- «свершеные» (от 7 до 14 руб.; иногда «другие» доходили до 13 руб., а «свершеные» начинались с 6 руб.).

Денежный оклад до известной степени соответствовал окладу поместному: каждый из городовых служилых людей, делившихся на три статьи (выборных, дворовых и городовых), наделялся («верстался») и тем, и другим, смотря по отечеству, по службе и голове; при продолжении службы переверстывали в высший оклад, причём верстали иногда сразу поместным и денежным окладом, иногда одним из них. В XVII в. перевёрстка сменилась придачами к окладам до предельной нормы, за службу, за полон, за раны.

### Порядок раздачи
При раздаче денег с городом иногда давали их всему «городу», то есть всему наличному, действительно исправно служащему с известного города составу дворян и детей боярских, иногда же только его «половине» или вообще какой-либо его части.
Деньги с городом давались лишь под условием исправного отбывания службы, в этом необходимо было представить поручительство либо всего «города», либо окладчиков (особые выборные лица из состава всего «города» — след корпоративного устройства городовых дворянских сотен), либо и то, и другое.
Порядок раздачи денег с городом обыкновенно бывал такой: «город» выбирал из своей среды челобитчиков, которые ехали в Москву, били там челом и, получив деньги за своим счётом, везли их в город; тут воевода в присутствии окладчиков и челобитчиков раздавал жалованье всем налицо (отнюдь не за очи), с порукой, отмечая неявившихся за получением или беспоручных; по раздаче жалованья составлялась десятня денежной раздачи, которая за прописью дьяка направлялась в Москву в Разряд, проверявший правильность раздачи денег с городом.
Иногда челобитчики сами выдавали жалованье деньги с городом своим одногородцам, случившимся во время челобитья быть в Москве. Для изучения подробностей жалованья деньги с городом незаменимый источник — десятни: по ним можно проследить отношение поместного оклада к денежному, порядок повышения окладов, отношение денежного оклада к денежной даче.